# Tortula erythrodonta
Tortula erythrodonta là một loài rêu trong họ Pottiaceae. Loài này được (Taylor) Wilson mô tả khoa học đầu tiên năm 1846.